# バウバン県
バウバン県（バウバンけん、ベトナム語：Huyện Bàu Bàng / 縣保邦?）は、ベトナム社会主義共和国ビンズオン省の県である。面積は339.15 km²、人口は93,798人（2019年）である。

## 行政区画
以下の1市鎮6社から構成される。
- ライユエン市鎮（Lai Uyên / 來淵）
- カイチュオン2社（Cây Trường 2 / 核長二）
- フンホア社（Hưng Hòa / 興和）
- ライフン社（Lai Hưng / 來興）
- ロングエン社（Long Nguyên / 隆原）
- タンフン社（Tân Hưng / 新興）
- チューヴァントー社（Trừ Văn Thố / 儲文措）